# Årjängs kommun

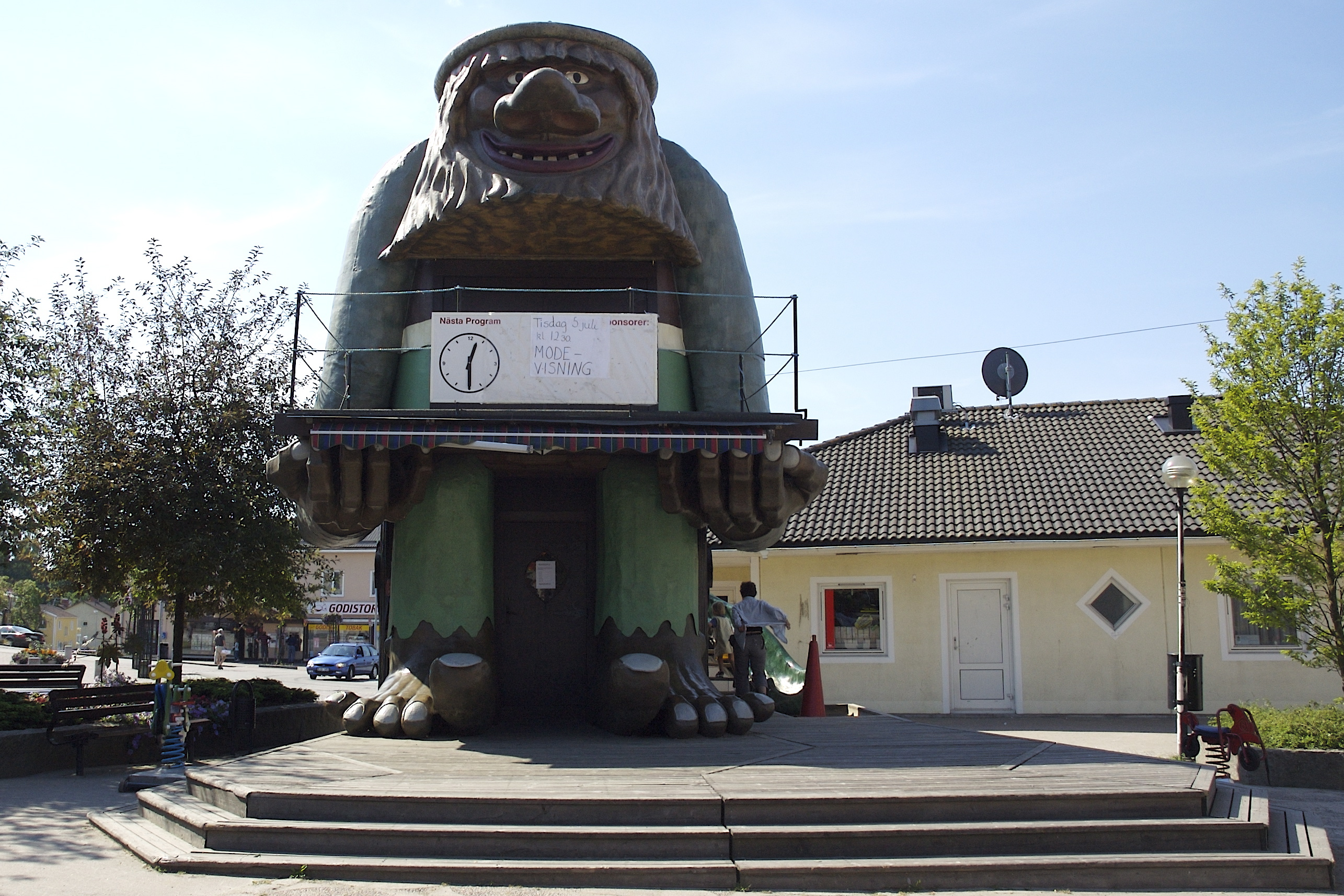
Årjängstrollet

Årjängs kommun är en kommun i Värmlands län. Centralort är Årjäng.
Området är kuperat och har omkring 1000 sjöar samt 23 naturreservat. Traditionellt har handels- och industrisektorerna varit de huvudsakliga sysselsättningsområdena även om jord- och skogsbruk fortfarande är viktiga.
Med undantag för åren 1990 och 2020 har kommunens befolkning minskat sedan 1870-talet, då befolkningen var ungefär dubbelt så stor som på början av 2020-talet. Kommunen har huvudsakligen styrts av borgerliga partier. Styret sedan 2022 består av Kristdemokraterna, Moderaterna och Liberalerna i en valteknisk samverkan med Sverigedemokraterna.

## Administrativ historik
Kommunens område motsvarar socknarna Blomskog, Holmedal, Karlanda, Silbodal, Sillerud, Trankil, Töcksmark, Västra Fågelvik och Östervallskog. I dessa socknar bildades vid kommunreformen 1862 landskommuner med motsvarande namn.
Årjängs municipalsamhälle inrättades i Silbodals landskommun 17 oktober 1924 och upplöstes 1941 när Årjängs köping bildades genom en utbrytning ur landskommunen.
Vid kommunreformen 1952 bildades storkommunerna Holmedal (av de tidigare kommunerna Blomskog, Holmedal, Karlanda och Trankil) och Töcksmark (av Töcksmark, Västra Fågelvik och Östervallskog). Samtidigt uppgick den återstående delen av Silbodals landskommun i Årjängs köping medan Silleruds landskommun förblev oförändrad.
Årjängs kommun bildades vid kommunreformen 1971 av Årjängs köping och Silleruds och Holmedals landskommuner. 1974 införlivades Töcksmarks kommun.
Kommunen ingick från bildandet till 2005 i Arvika domsaga och kommunen ingår sedan 2005 i Värmlands domsaga.
| Tabell över kommunsammanslagningar | Tabell över kommunsammanslagningar | Tabell över kommunsammanslagningar | Tabell över kommunsammanslagningar | Tabell över kommunsammanslagningar | Tabell över kommunsammanslagningar | Tabell över kommunsammanslagningar | Tabell över kommunsammanslagningar | Tabell över kommunsammanslagningar | Tabell över kommunsammanslagningar | Tabell över kommunsammanslagningar | Tabell över kommunsammanslagningar |
| ---------------------------------- | ---------------------------------- | ---------------------------------- | ---------------------------------- | ---------------------------------- | ---------------------------------- | ---------------------------------- | ---------------------------------- | ---------------------------------- | ---------------------------------- | ---------------------------------- | ---------------------------------- |
| –1862                              | –1862                              | 1863–1940                          | 1863–1940                          | 1941–1951                          | 1941–1951                          | 1952–1962                          | 1963–1970                          | 1971–1973                          | 1971–1973                          | 1974–Idag                          | 1974–Idag                          |
| Härad                              | Socken                             | Landskommun och Köping             | Landskommun och Köping             | Landskommun och Köping             | Landskommun och Köping             | Storkommun                         | Storkommun                         | Enhetskommun                       | Enhetskommun                       | Enhetskommun                       | Enhetskommun                       |
| Nordmarks härad                    | Silbodals sn                       | Silbodals ln                       | Silbodals ln                       |                                    |                                    | Årjängs köping                     | Årjängs köping                     | Årjängs kommun                     | Årjängs kommun                     | Årjängs kommun                     | Årjängs kommun                     |
| Nordmarks härad                    | Silbodals sn                       | Silbodals ln                       | Silbodals ln                       |                                    |                                    | Årjängs köping                     | Årjängs köping                     | Årjängs kommun                     | Årjängs kommun                     | Årjängs kommun                     | Årjängs kommun                     |
| Nordmarks härad                    | Silleruds sn                       | Silleruds ln                       | Silleruds ln                       | Silleruds ln                       | Silleruds ln                       | Silleruds ln                       | Silleruds ln                       | Årjängs kommun                     | Årjängs kommun                     | Årjängs kommun                     | Årjängs kommun                     |
| Nordmarks härad                    | Holmedals sn                       |                                    |                                    |                                    |                                    | Holmedals ln                       | Holmedals ln                       | Årjängs kommun                     | Årjängs kommun                     | Årjängs kommun                     | Årjängs kommun                     |
| Nordmarks härad                    | Blomskogs sn                       | Blomskogs ln                       | Blomskogs ln                       | Blomskogs ln                       | Blomskogs ln                       | Holmedals ln                       | Holmedals ln                       | Årjängs kommun                     | Årjängs kommun                     | Årjängs kommun                     | Årjängs kommun                     |
| Nordmarks härad                    | Karlanda sn                        | Karlanda ln                        | Karlanda ln                        | Karlanda ln                        | Karlanda ln                        | Holmedals ln                       | Holmedals ln                       | Årjängs kommun                     | Årjängs kommun                     | Årjängs kommun                     | Årjängs kommun                     |
| Nordmarks härad                    | Trankils sn                        | Trankils ln                        | Trankils ln                        | Trankils ln                        | Trankils ln                        | Holmedals ln                       | Holmedals ln                       | Årjängs kommun                     | Årjängs kommun                     | Årjängs kommun                     | Årjängs kommun                     |
| Nordmarks härad                    | Töcksmarks sn                      |                                    |                                    |                                    |                                    | Töcksmarks ln                      | Töcksmarks ln                      | Töcksmarks ln                      | Töcksmarks ln                      | Årjängs kommun                     | Årjängs kommun                     |
| Nordmarks härad                    | Västra Fågelviks sn                | Västra Fågelviks ln                | Västra Fågelviks ln                | Västra Fågelviks ln                | Västra Fågelviks ln                | Töcksmarks ln                      | Töcksmarks ln                      | Töcksmarks ln                      | Töcksmarks ln                      | Årjängs kommun                     | Årjängs kommun                     |
| Nordmarks härad                    | Östervallskogs sn                  | Östervallskogs ln                  | Östervallskogs ln                  | Östervallskogs ln                  | Östervallskogs ln                  | Töcksmarks ln                      | Töcksmarks ln                      | Töcksmarks ln                      | Töcksmarks ln                      | Årjängs kommun                     | Årjängs kommun                     |

## Geografi
Kommunen är belägen vid gränsen till Norge och Västra Götalands län, med närhet till större städer som Oslo, Karlstad och Göteborg. Största delen av kommunen ligger i landskapet Värmland, men en liten del i sydost ligger på Dalboredden i nordligaste Dalsland.

### Topografi och hydrografi
Området är kuperat, i synnerhet den nordöstra delen. Större dalgångar finns kring exempelvis Töcksfors, Holmedal och Karlanda.
Det finns gott om sjöar i kommunen. Totalt omkring 1 000 stycken. Bland de större finns Foxen, Lelång och Järnsjön samt Västra och Östra Silen som framhäver sprickdalarna som löper från norr till söder. Sjöarna är ofta belägna 100–150 meter lägre än krönen på omgivande bergsryggarna.
Nedan presenteras andelen av den totala ytan 2020 i kommunen jämfört med riket.
|  | Bebyggelse (2,9 %) |

|  | Skog (88,3 %) |

|  | Öppen myrmark (3,4 %) |

|  | Jordbruksmark (3,9 %) |

|  | Övrig mark (1,5 %) |

|  | Bebyggelse (3,1 %) |

|  | Skog (68,0 %) |

|  | Öppen myrmark (7,2 %) |

|  | Jordbruksmark (7,4 %) |

|  | Övrig mark (14,3 %) |

### Naturskydd
Det finns 23 naturreservat i kommunen. Glaskogen är Värmlands största naturreservat   och är beläget i ett kuperat område. Reservatet inkluderar "komplexa sjösystemen med sjöar, tjärnar, älvar, småbäckar samt anslutande myrar och mossar". I Låssbyn finns aspskog, och ängsmarkerna i Tegen gestaltar småskaligt och variationsrikt jordbruk från gamla tider.

### Administrativ indelning

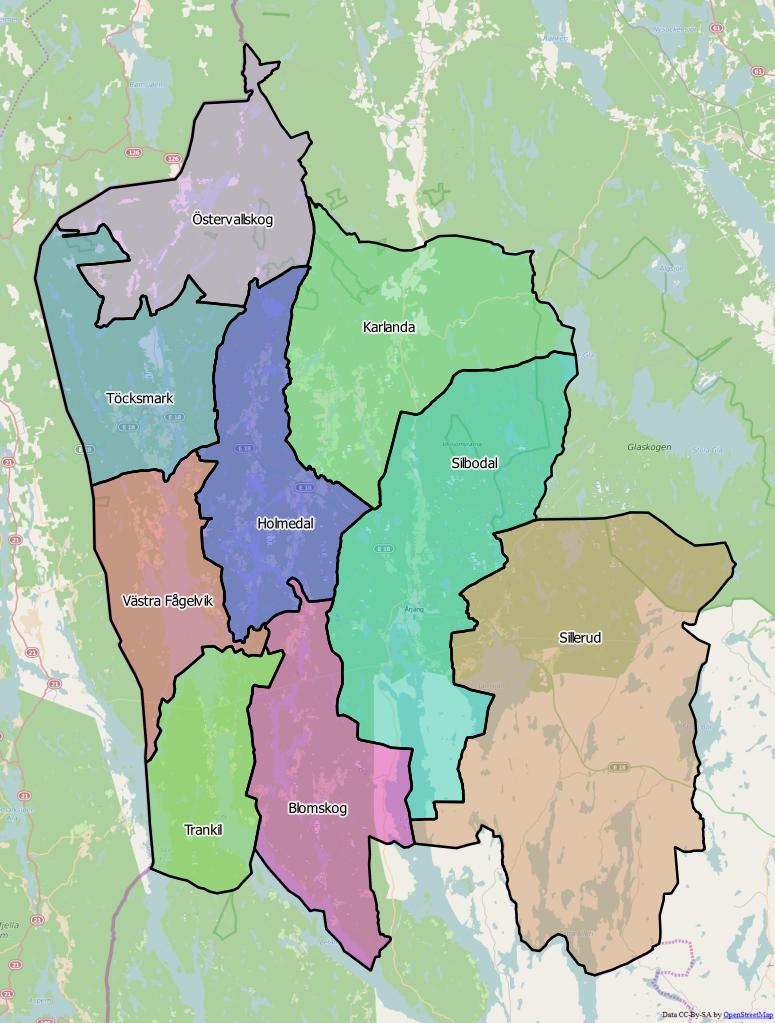
Distrikt (socknar) inom Årjängs kommun

Fram till 2016 var kommunen för befolkningsrapportering indelad i åtta församlingar – Blomskogs, Holmedal-Karlanda, Silbodals, Silleruds, Trankils, Töcksmarks, Västra Fågelviks och Östervallskogs. 
Från 2016 indelas kommunen i nio distrikt, vilka motsvarar de tidigare socknarna –Blomskog, Holmedal, Karlanda, Silbodal, Sillerud, Trankil, Töcksmark, Västra Fågelvik och Östervallskog. 

### Tätorter
Vid tätortsavgränsningen av Statistiska centralbyrån den 31 december 2015 fanns det två tätorter i Årjängs kommun.
| Nr | Tätort    | Folkmängd |
| -- | --------- | --------- |
| 1  | Årjäng    | 3 302     |
| 2  | Töcksfors | 1 284     |

Centralorten är i fet stil.

## Styre och politik

### Styre
I Årjäng har de borgerliga partierna nästan alltid styrt kommunen, med Centerpartiet som ordförande i kommunstyrelsen. Men efter valet 2014 valde Kristdemokraterna, Moderaterna och Liberalerna att lämna Centerpartiet och istället styra med Socialdemokraterna eftersom de inte var eniga om att stänga ner byskolorna. Efter valet 2018 styr en majoritetskoalition bestående av Socialdemokraterna, Centerpartiet och Miljöpartiet. Förhandlingar skedde mellan allianspartierna, för att kunna laga sprickan mellan dem och bilda ett majoritetsstyre, men när det kom till knäckfrågorna så räckte det inte.
Efter valet 2022 tog Kristdemokraterna, Moderaterna och Liberalerna över makten i Årjäng genom ett valtekniskt samarbete med Sverigedemokraterna. Kristdemokraternas Jonas Ås blev därmed kommunstyrelsens ordförande.

### Kommunfullmäktige

#### Presidium
| Presidium 2022–2026    | Presidium 2022–2026 | Presidium 2022–2026  |
| ---------------------- | ------------------- | -------------------- |
| Ordförande             | M                   | Robin Olsson         |
| Förste vice ordförande | KD                  | Bengt-Olof Lorentzon |
| Andre vice ordförande  | C                   | Katarina Johannesson |

#### Mandatfördelning 1970–2022
| 13 | 15 | 6 | 2 | 5 |

| 35 | 6 |

| 12 | 15 | 6 | 2 | 6 |

| 38 |

| 12 | 15 | 6 | 2 | 6 |

| 34 | 7 |

| 12 | 14 | 7 |  | 7 |

| 33 | 8 |

| 13 | 12 | 6 | 2 | 8 |

| 34 | 7 |

| 12 | 11 | 9 | 2 | 7 |

| 32 | 9 |

| 11 | 2 | 15 | 7 |  | 5 |

| 30 | 11 |

| 9 | 2 | 2 | 14 | 6 | 2 | 6 |

| 27 | 14 |

| 12 |  |  | 15 | 6 |  | 5 |

| 24 | 17 |

| 3 | 10 |  | 15 | 4 | 3 | 5 |

| 25 | 16 |

| 3 | 9 | 17 | 6 | 2 | 4 |

| 24 | 17 |

| 2 | 11 | 16 | 5 | 2 | 5 |

| 26 | 15 |

|  | 15 |  | 2 | 10 | 5 | 2 | 5 |

| 24 | 17 |

| 10 |  | 3 | 9 | 4 | 5 | 3 |

| 20 | 15 |

| 12 |  | 4 | 6 | 2 | 7 | 3 |

| 22 | 13 |

| 10 |  | 4 | 5 |  | 10 | 4 |

| 21 | 14 |

### Nämnder

#### Kommunstyrelse
Kommunstyrelsen består av 11 ledamöter. Förutom det som åligger kommunstyrelsen enligt lag är Årjängs kommuns kommunstyrelse även "arbetslöshetsnämnd och ansvarig för kommunens uppgifter i civilförsvarsfrågor". Vidare har kommunstyrelsen även ansvar för  "översiktsplanering, avfallsplanering, renhållning, underhåll av kommunens fastighetsbestånd och vägar med mera. Kommunstyrelsen har också ansvar för den ekonomiska förvaltningen och personalpolitiken". För att stödja sitt arbete har kommunstyrelsen ett utskott, kommunstyrelsens arbetsutskott.
| Presidium 2025–2026 | Presidium 2025–2026 | Presidium 2025–2026    |
| ------------------- | ------------------- | ---------------------- |
| Ordförande          | S                   | Birger Pettersson Wiik |
| Vice ordförande     | M                   | Mikael Olsson          |

#### Lista över kommunstyrelsens ordförande
- Kjell Ericsson, Centerpartiet, 1986–1988[18]
- Ann-Britt Andersson, Centerpartiet, 1989–1991[19][20]
- Åke Larsson, Centerpartiet, 1992–1998[21][22][23]
- Kjell Ericsson, Centerpartiet, 1999–2008[24][25]
- Katarina Johannesson, Centerpartiet, 2008–2014[26][27]
- Daniel Schützer, Socialdemokraterna, februari 2014–2022[28][29]
- Jonas Ås, Kristdemokraterna, 1 januari 2023–20 mars 2025[30][31]
- Birger Pettersson Wiik, Socialdemokraterna, 28 april 2025–[32]

Denna lista hämtas från Wikidata. Informationen kan ändras där.

#### Övriga nämnder
| Nämnder 2025–2026            | Ordförande | Ordförande             | Vice ordförande | Vice ordförande       |
| ---------------------------- | ---------- | ---------------------- | --------------- | --------------------- |
| Barn- och utbildningsnämnden | M          | Camilla Kristoffersson | C               | Thord Andersson       |
| Bygg- och miljönämnden       | C          | Bengt-Åke Karlsson     | M               | Kermit Andersson      |
| Kultur- och fritidsnämnden   | S          | Kristina Kristiansson  | C               | Bernt Christoffersson |
| Stöd- och omsorgsnämnden     | S          | Henrik Wiig Pettersson | C               | Rolf Emanuelsson      |
| Valnämnden                   | M          | Robin Olsson           | KD              | Lennart Nilsson       |

### Vänorter
Årjängs kommuns vänorter är:
- Gol, Norge
- Fanö, Danmark
- Vastseliina, Estland

## Ekonomi och infrastruktur

### Näringsliv
Traditionellt har handels- och industrisektorerna varit de huvudsakliga sysselsättningsområdena. Men jord- och skogsbruk är fortfarande viktiga, detta trots att andelen sysselsatta inom dessa områden minskat från 17 procent 1985 till 9 procent i början på 2020-talet. Kommunen är den största enskilda arbetsgivaren. Förenade Care AB var den största privata arbetsgivaren med 175 anställda 2020. Ett av de större industriföretagen är Hansa Wermech Töcksfors AB som tillverkar tunnplåtsprodukter.

### Infrastruktur

#### Transporter
Europaväg 18 är en av de huvudsakliga förbindelserna genom kommunen. Utöver detta passerar länsvägarna 172 och 177 genom kommunen.

#### Utbildning
Det fanns åtta grundskolor i kommunen varav en fristående, enligt uppgifter från 2022. Årjängs gymnasieskola är den enda gymnasieskolan i området. Tre kilometer utanför centralorten, vid Västra silen, ligger Kyrkeruds folkhögskola med konstnärlig inriktning.

## Befolkning

### Demografi

#### Befolkningsutveckling
Kommunen har 9 799 invånare (31 mars 2025), vilket placerar den på 218:e plats avseende folkmängd bland Sveriges kommuner.
| Befolkningsutvecklingen i Årjängs kommun 1810–2020 | Befolkningsutvecklingen i Årjängs kommun 1810–2020 | Befolkningsutvecklingen i Årjängs kommun 1810–2020 | Befolkningsutvecklingen i Årjängs kommun 1810–2020 | Befolkningsutvecklingen i Årjängs kommun 1810–2020 |
| --- | -------------------------------------------------- | -------------------------------------------------- | -------------------------------------------------- | -------------------------------------------------- |
| |                                                    |                                                    |                                                    |                                                    |
| År |                                                    |                                                    | Folkmängd                                          |                                                    |
| 1810 | 1810                                               |                                                    | 9 785                                              |                                                    |
| 1820 | 1820                                               |                                                    | 10 941                                             |                                                    |
| 1830 | 1830                                               |                                                    | 13 502                                             |                                                    |
| 1840 | 1840                                               |                                                    | 15 337                                             |                                                    |
| 1850 | 1850                                               |                                                    | 17 427                                             |                                                    |
| 1860 | 1860                                               |                                                    | 19 650                                             |                                                    |
| 1870 | 1870                                               |                                                    | 19 830                                             |                                                    |
| 1880 | 1880                                               |                                                    | 19 608                                             |                                                    |
| 1890 | 1890                                               |                                                    | 18 754                                             |                                                    |
| 1900 | 1900                                               |                                                    | 18 159                                             |                                                    |
| 1910 | 1910                                               |                                                    | 16 055                                             |                                                    |
| 1920 | 1920                                               |                                                    | 14 848                                             |                                                    |
| 1930 | 1930                                               |                                                    | 14 820                                             |                                                    |
| 1940 | 1940                                               |                                                    | 14 021                                             |                                                    |
| 1950 | 1950                                               |                                                    | 13 049                                             |                                                    |
| 1960 | 1960                                               |                                                    | 11 451                                             |                                                    |
| 1970 | 1970                                               |                                                    | 9 995                                              |                                                    |
| 1975 | 1975                                               |                                                    | 9 825                                              |                                                    |
| 1980 | 1980                                               |                                                    | 9 805                                              |                                                    |
| 1985 | 1985                                               |                                                    | 9 829                                              |                                                    |
| 1990 | 1990                                               |                                                    | 10 235                                             |                                                    |
| 1995 | 1995                                               |                                                    | 9 897                                              |                                                    |
| 2000 | 2000                                               |                                                    | 9 790                                              |                                                    |
| 2005 | 2005                                               |                                                    | 9 800                                              |                                                    |
| 2010 | 2010                                               |                                                    | 9 855                                              |                                                    |
| 2015 | 2015                                               |                                                    | 9 869                                              |                                                    |
| 2020 | 2020                                               |                                                    | 9 996                                              |                                                    |
| Anm: Informationen gäller för dagens kommungränser. Äldre informationen är ihopsamlad från tidigare kommuner eller från socknarna som idag ingår i kommunen. |                                                    |                                                    |                                                    |                                                    |

#### Utländsk bakgrund
Den 31 december 2014 utgjorde antalet invånare med utländsk bakgrund (utrikes födda personer samt inrikes födda med två utrikes födda föräldrar) 2 125, eller 21,67 % av befolkningen (hela befolkningen: 9 804 den 31 december 2014).

#### Invånare efter de vanligaste födelseländerna
Följande länder är de 10 vanligaste födelseländerna för befolkningen i Årjäng kommun.
| Födelseland 31 december 2021 | Födelseland 31 december 2021 | Födelseland 31 december 2021 | Födelseland 31 december 2021 | Födelseland 31 december 2021 |
| ---------------------------- | ---------------------------- | ---------------------------- | ---------------------------- | ---------------------------- |
| Nr                           | Land                         | Antal                        | Andel                        | Andel i hela riket           |
| 1                            | Sverige                      | 7 730                        | 77,75 %                      | 80,00 %                      |
| 2                            | Norge                        | 943                          | 9,49 %                       | 0,39 %                       |
| 3                            | Syrien                       | 198                          | 1,99 %                       | 1,88 %                       |
| 4                            | Polen                        | 171                          | 1,72 %                       | 0,91 %                       |
| 5                            | Tyskland                     | 85                           | 0,85 %                       | 0,51 %                       |
| 6                            | Thailand                     | 71                           | 0,71 %                       | 0,43 %                       |
| 7                            | Pakistan                     | 42                           | 0,42 %                       | 0,23 %                       |
| 8                            | Afghanistan                  | 39                           | 0,39 %                       | 0,60 %                       |
| 9                            | Kongo-Kinshasa               | 36                           | 0,36 %                       | 0,06 %                       |
| 10                           | Litauen                      | 35                           | 0,35 %                       | 0,16 %                       |

## Kultur

### Konstarter

#### Bildkonst

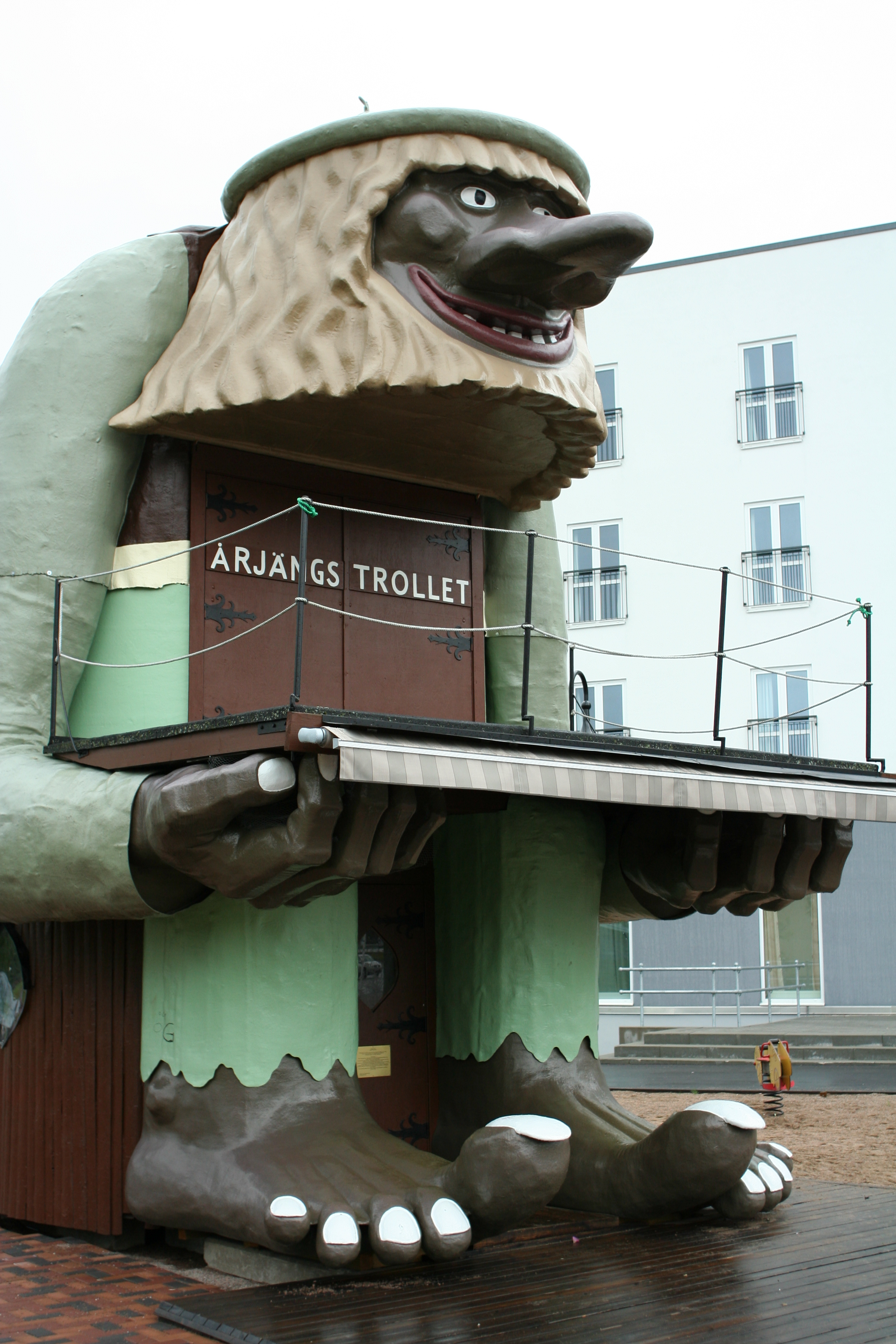
Årjängstrollet

En träskulptur i offentlig miljö är Årjängstrollet. Sedan 2008 då Årjängs centrum byggdes om har trollet varit placerat på torget. Troller har bland annat uppmärksammats av Thore Skogman som skrev låten Årjängstroll.

### Kulturarv
Hällmålningar från stenåldern har uppmärksammats på ett flertal öar i den norra delen av sjön Stora Le. Målningarna är gjorda med rödockrafärg och avbildar främst djur men också människor. Ett annat kulturarv är Långelanda tingshus som byggdes 1802 och var i bruk fram till 1936. Byggnaden kompletterades med fristående häkte och arkivhus på 1920-talet. Byggnaden, som är rödmålad, består av en våning och inkluderar tingssal, kök samt övernattningsrum för bland annat häradshövdingen.

### Kommunvapen
Årjängs kommunvapen är nyskapat efter kommunbildningen och registrerades hos PRV 1974. Av de tidigare enheterna hade såväl köpingen som Töcksmarks landskommun vapen tidigare. Båda utgick från motivet i Nordmarks härads sigill, som visade en björn. Det nya kommunvapnet skapades som en kombination av de två tidigare vapnen.

Töcksmarks landskommun (1961–1970) Töcksmarks kommun (1971–1973)
Årjängs köping (–1971)

### Sport
Vid 17 tillfällen varje år arrangeras travtävlingar på Årjängstravet. Stortravet arrangeras årligen andra helgen i juli med trav på fredagen och elittrav på lördagen. Arrangemanget besöks årligen av omkring 10 000 personer. Dessutom arrangeras ponnytrav, lokala bygdetrav och klubbtävlingar.